# Список населённых пунктов Кулебакского района Нижегородской области
| Образование               | Населённые пункты в составе образования                                                          |
| ------------------------- | ------------------------------------------------------------------------------------------------ |
| Город Кулебаки            | г. Кулебаки п. Ульище                                                                            |
| Рабочий посёлок Велетьма  | р. п. Велетьма                                                                                   |
| Рабочий посёлок Гремячево | р. п. Гремячево                                                                                  |
| Ломовский сельсовет       | с. Ломовка.                                                                                      |
| Михайловский сельсовет    | д. Михайловка д. Знаменка д. Ивановка п. Красновка п. Кутузовка п. Лесозавода д. Петровка        |
| Мурзицкий сельсовет       | с. Мурзицы п. Молочной фермы п. Первомайский                                                     |
| Саваслейский сельсовет    | с. Саваслейка д. Горбачиха п. Мыза д. Новая Саваслейка                                           |
| Серебрянский сельсовет    | д. Серебрянка д. Благовещенка д. Красный Родник д. Пушлей п. Совхозный д. Тумалейка д. Шилокшлей |
| Тепловский сельсовет      | с. Теплово д. Меляево                                                                            |
| Шилокшанский сельсовет    | с. Шилокша                                                                                       |

## Источник
Населённые пункты Кулебакского района